# Arabesco

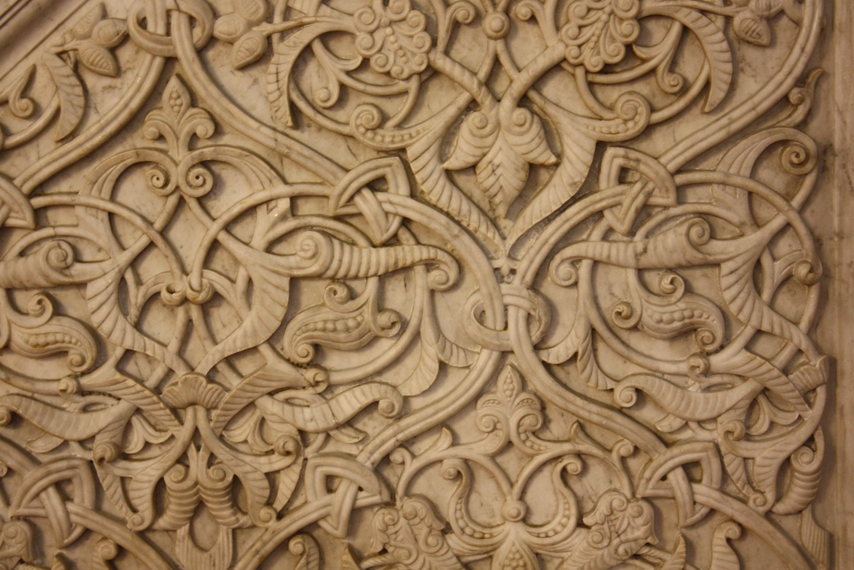
Relevo de pedra com arabescos de gavinhas e palmetas (Damasco, Síria)

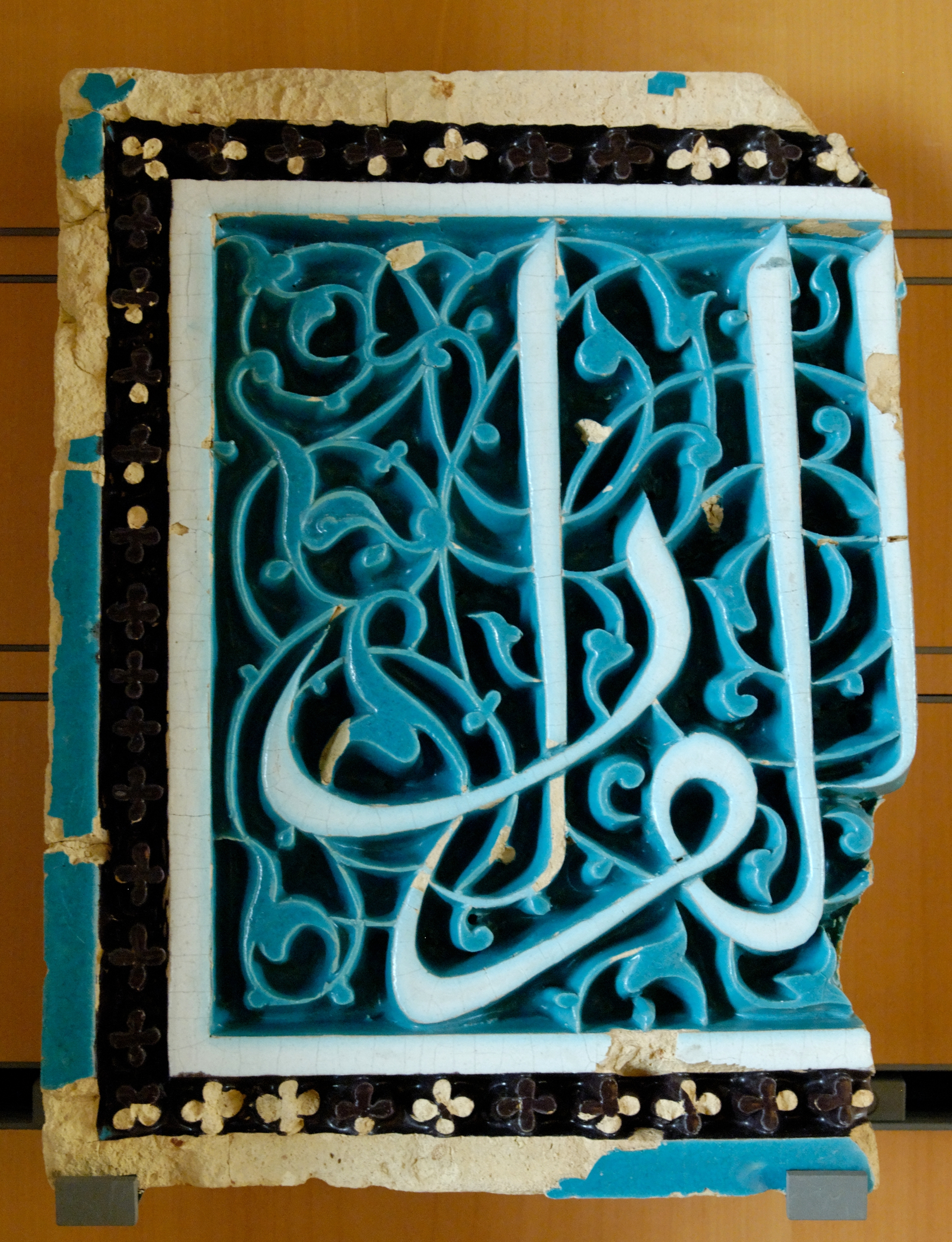
Parte de um painel cerâmico do século XV de Samarcanda (Uzbequistão) com caligrafia branca sobre fundo azul arabesco

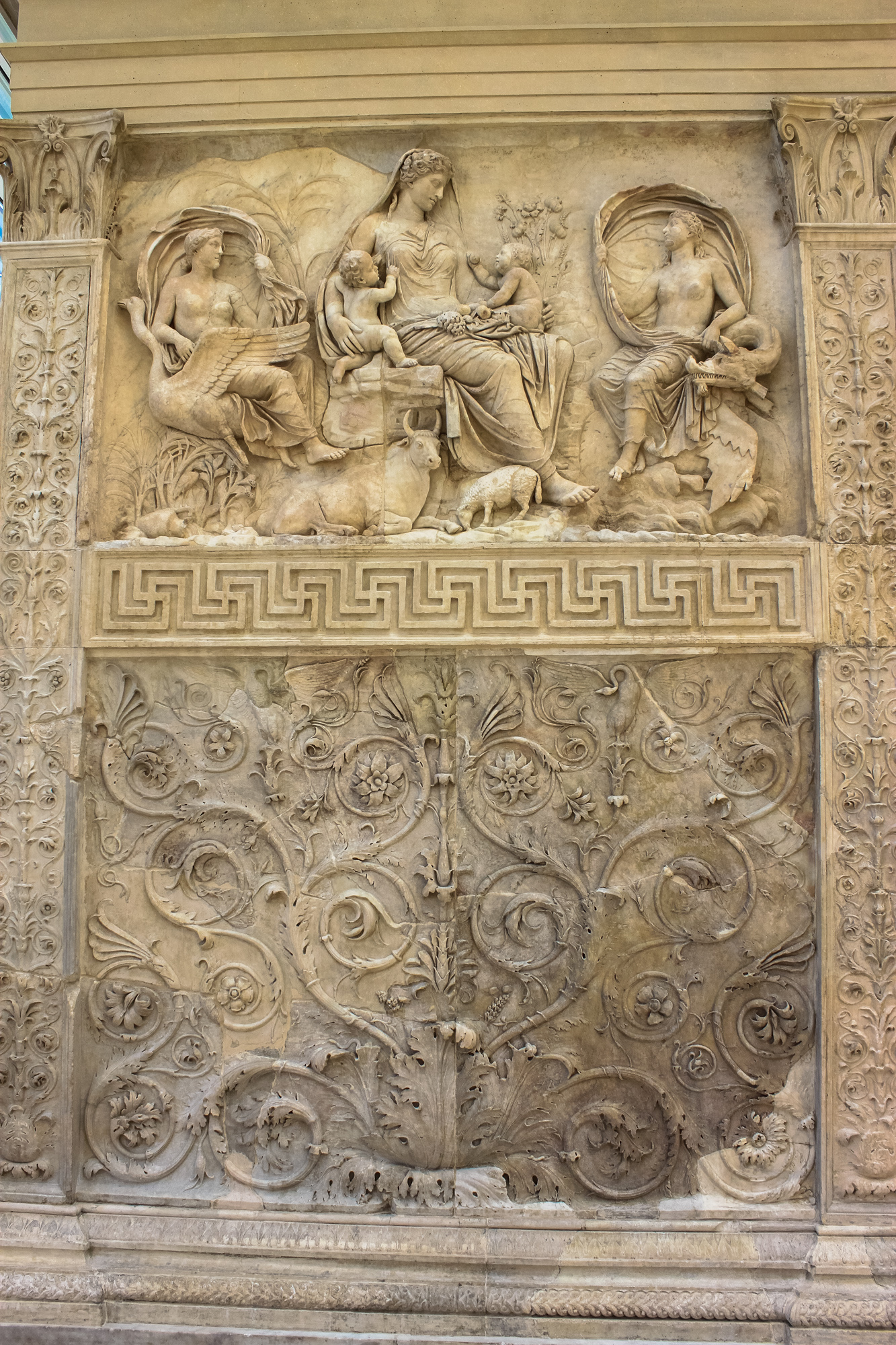
O "Painel Tellus" do Ara Pacis, em Roma, por volta de 27 d.C. A parte inferior do painel é um exemplo de um arabesco romano

O arabesco, também denominado ataurique (do árabe توريق, tawrīq, "folhagem")é uma forma de decoração artística que consiste em "decorações de superfície baseadas em padrões lineares rítmicos de rolagem e entrelaçamento de folhagens, gavinhas" ou linhas simples, muitas vezes combinadas com outros elementos. Outra definição é "ornamento foliáceo, usado no mundo islâmico, normalmente usando folhas, derivadas de meias-palmeiras estilizadas, que foram combinadas com hastes em espiral". Geralmente consiste em um único desenho que pode ser 'lado a lado' ou repetido quantas vezes desejar. Dentro da vasta gama de arte decorativa eurasiana que inclui motivos correspondendo a esta definição básica, o termo "arabesco" é usado consistentemente como um termo técnico pelos historiadores da arte para descrever apenas elementos da decoração encontrados em duas fases: arte islâmica a partir do século IX e arte decorativa europeia a partir do Renascimento. Decoração de entrelaçamento e rolagem são termos usados para a maioria dos outros tipos de padrões semelhantes.
Os arabescos são um elemento fundamental da arte islâmica, mas desenvolvem o que já era uma longa tradição com a chegada do Islã. O uso passado e atual do termo em relação à arte européia é confuso e inconsistente. Alguns arabescos ocidentais derivam da arte islâmica, mas outros são intimamente baseados em decorações romanas antigas. No Ocidente, encontram-se essencialmente nas artes decorativas, mas devido à natureza geralmente não figurativa da arte islâmica, a decoração de arabescos é muitas vezes um elemento muito proeminente nas obras mais significativas, e desempenha um papel importante na decoração da arquitetura.
Muitas vezes são feitas alegações sobre o significado teológico do arabesco e sua origem em uma visão de mundo especificamente islâmica; no entanto, estes não têm suporte de fontes históricas escritas, pois, como a maioria das culturas medievais, o mundo islâmico não nos deixou documentação de suas intenções ao usar os motivos decorativos que fizeram. No nível popular, tais teorias muitas vezes parecem desinformadas quanto ao contexto mais amplo do arabesco. De forma semelhante, as conexões propostas entre os conhecimentos de geometria arabesco e árabe permanecem um assunto de debate; nem todos os historiadores da arte estão convencidos de que tal conhecimento chegou ou foi necessário para aqueles que criam desenhos de arabescos, embora em certos casos haja evidências de que tal conexão existiu. O argumento para uma conexão com a matemática islâmica é muito mais forte para o desenvolvimento dos padrões geométricos com os quais os arabescos são frequentemente combinados na arte. A decoração geométrica costuma usar padrões compostos por linhas retas e ângulos regulares que lembram um pouco os padrões arabescos curvilíneos; a extensão em que estes também são descritos como arabescos varia entre os diferentes escritores.

## Impressão
Um dos principais usos do estilo arabesco tem sido a impressão artística, por exemplo, de capas de livros e decoração de páginas. A repetição de padrões geométricos funcionava bem com a impressão tradicional, uma vez que eles podiam ser impressos em tipos de metal como letras se os tipos fossem colocados juntos; como os desenhos não têm conexão específica com o significado de um texto, o tipo pode ser reutilizado em muitas edições diferentes de obras diferentes. Robert Granjon, um impressor francês do século XVI, foi creditado com a primeira impressão de arabescos verdadeiramente entrelaçados, mas outros impressores usaram muitos outros tipos de ornamentos no passado. A ideia foi rapidamente utilizada por muitas outras impressoras. Após um período de desuso no século XIX, quando um layout de página mais minimalista se tornou popular com impressoras como Bodoni e Didot, o conceito voltou à popularidade com a chegada do movimento Arts & Crafts, muitos livros finos do período 1890-1960 têm decorações arabescos, às vezes em capas de brochura. Muitas fontes com serifa digital incluem elementos de padrão arabesco pensados para serem complementares ao humor da fonte; eles também são frequentemente vendidos como designs separados.

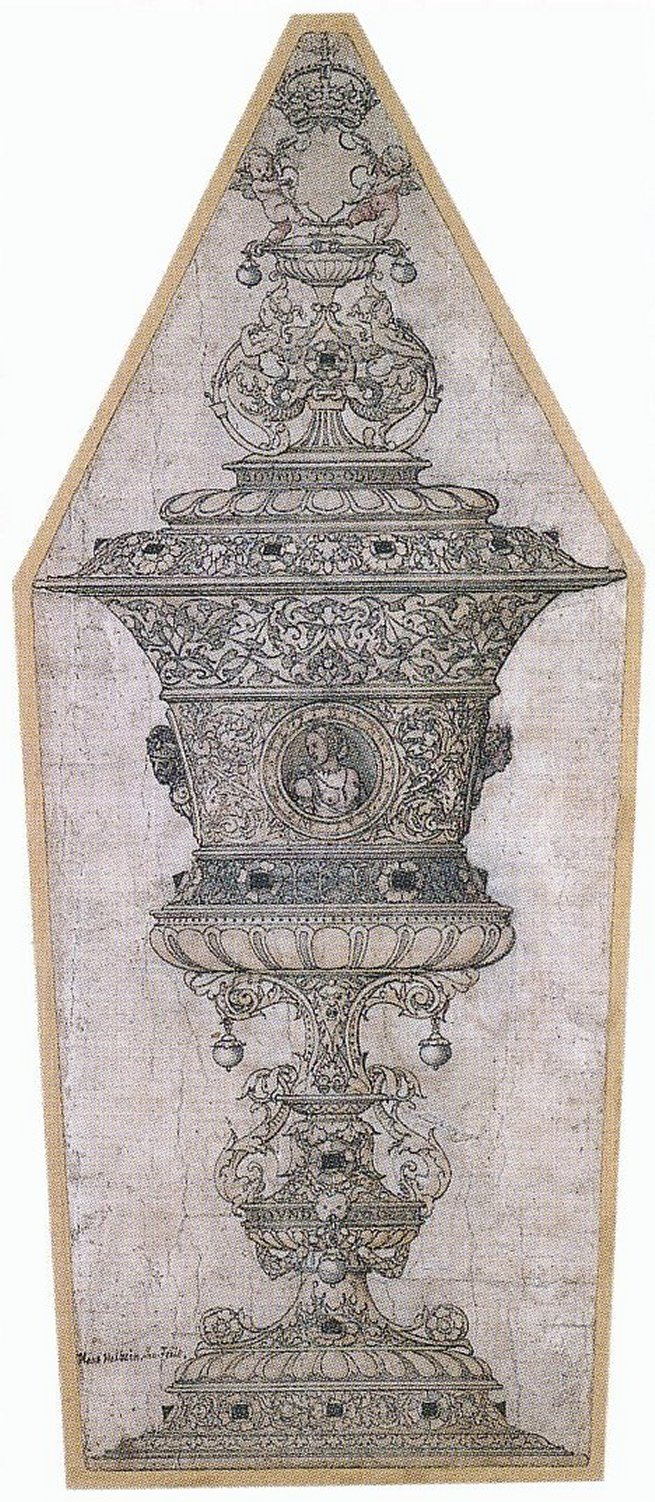
Design para uma xícara para Jane Seymour, Hans Holbein, o Jovem e Workshop, 1536, com zonas em estilo arabesco ou mourisco derivado do islamismo e volutas de acanto derivadas de forma clássica
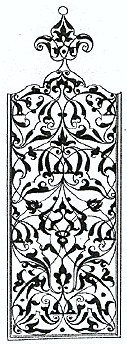
Impressão de ornamento arabesco ou mourisco, por Peter Flötner (d. 1546)
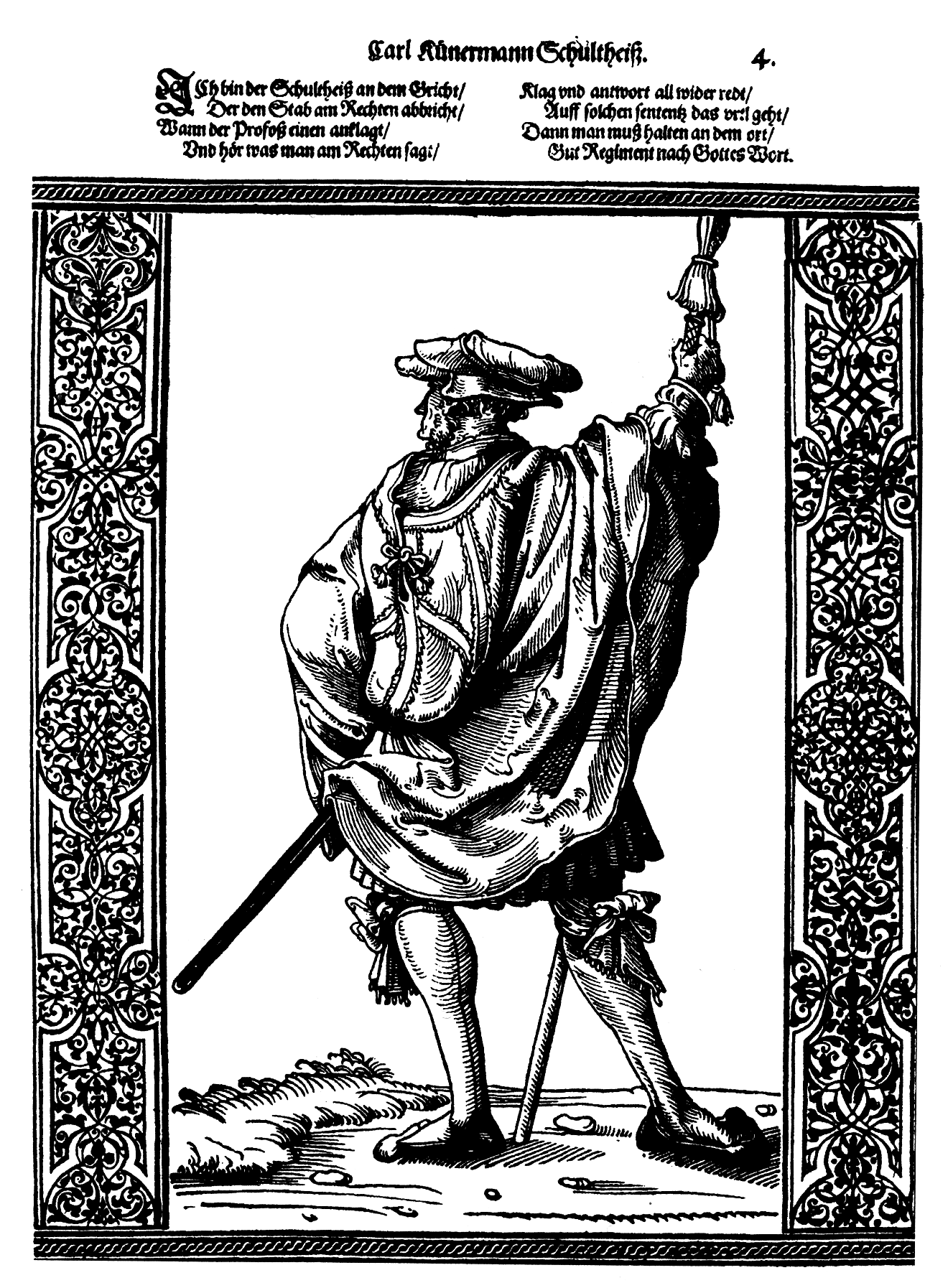
Bordas arabescos ou mouriscas em uma gravura de Peter Flötner
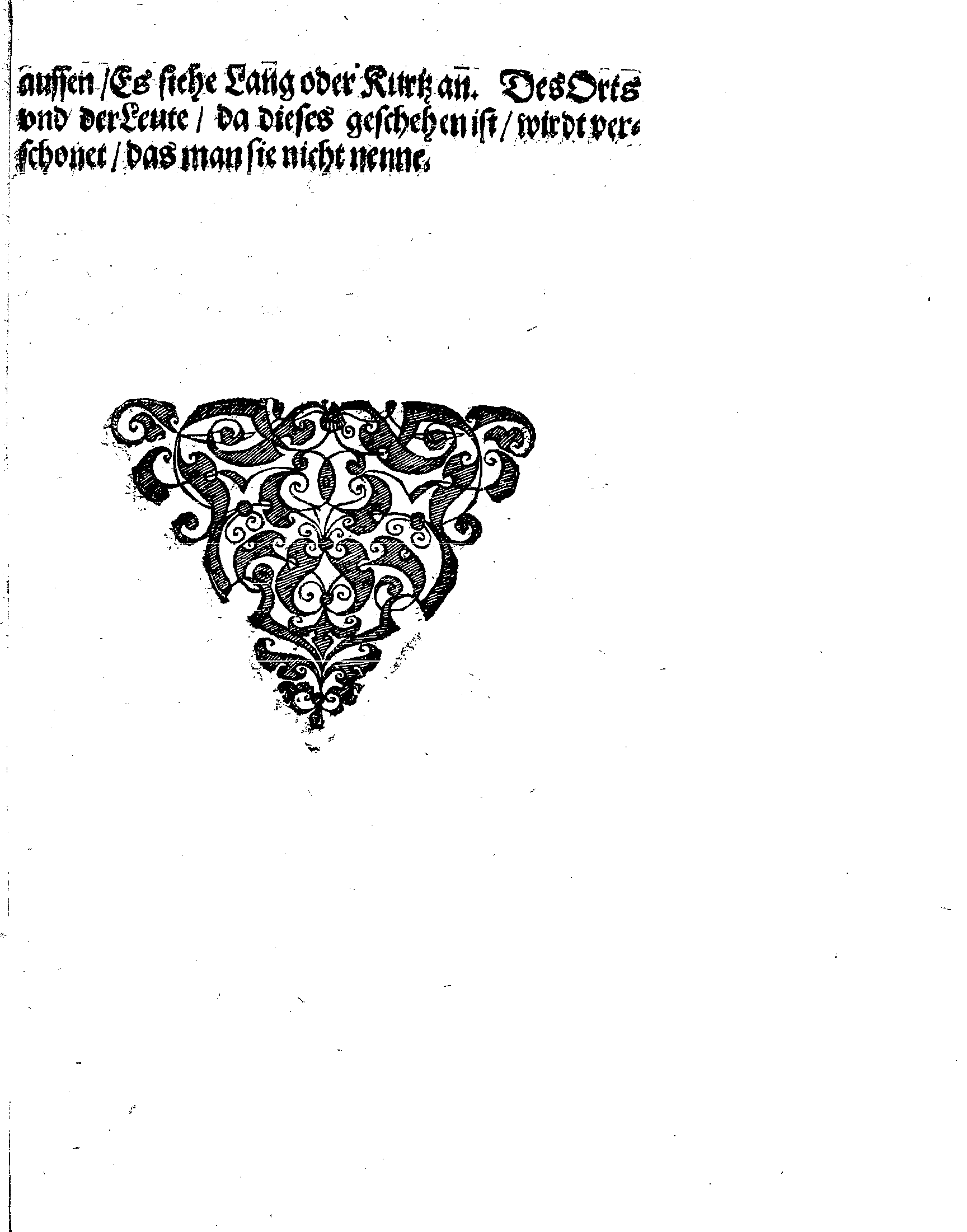
Ornamento de tipógrafos arabescos/mouriscos, alemão, séc. XVII
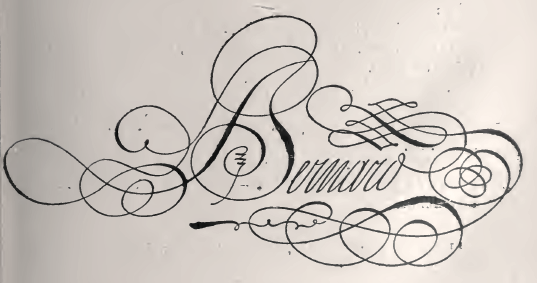
Arabesco em uma assinatura